# اریک واگنر
اریک واگنر (انگلیسی: Eric Wagner؛ زادهٔ ۲۴ آوریل ۱۹۵۹) یک موسیقی‌دان اهل ایالات متحده آمریکا است. وی از سال ۱۹۷۹ میلادی تاکنون مشغول فعالیت بوده‌است.